# Xylocopa subvolatilis
Xylocopa subvolatilis är en biart som först beskrevs av Cockerell 1918.  Xylocopa subvolatilis ingår i släktet snickarbin, och familjen långtungebin. Inga underarter finns listade i Catalogue of Life.